# Phyllotocidium bimaculiflavum
Phyllotocidium bimaculiflavum är en skalbaggsart som beskrevs av Lea 1917. Phyllotocidium bimaculiflavum ingår i släktet Phyllotocidium och familjen Melolonthidae. Inga underarter finns listade i Catalogue of Life.